# Charnay-lès-Mâcon
 Charnay-lès-Mâcon  es una población y comuna francesa, en la región de Borgoña, departamento de Saona y Loira, en el distrito de Mâcon y cantón de Mâcon-Centre.

## Demografía
| 3953 | 4603 | 5058 | 5792 | 6102 | 6739 |
| Para los censos de 1962 a 1999 la población legal corresponde a la población sin duplicidades (Fuente: INSEE [Consultar]) |      |      |      |      |      |